# Per Myrberg
Per Nils Myrberg (født 11. juli 1933 i Stockholm, død 28. december 2023) var en svensk skuespiller og sanger, der optrådte i mere end 70 film mellem 1957 og 2016. Som sanger er han mest kendt for sit cover af sangen "This Ole House", som lå i hele 39 uger på Svensktoppen mellem 1964 og 1965.
Myrberg ville oprindeligt være jazzmusiker, men han blev i stedet optaget på Dramatens elevskola i 1955, hvorfra han dimitterede i 1957. I begyndelsen af 1960'erne optrådte han på teatre som Lilla Teatern og Folkan i Stockholm. Dette blev senere udvidet til Stockholms stadsteater.
Myrberg fik sin filmdebut i Värmlänningarna fra 1957, der er instrueret af Göran Gentele. I Danmark optrådte han også i serien Strandvaskeren, hvor han spillede rollen som Marcus.
I 1988 blev Per Myrberg tildelt Litteris et Artibus.

## Udvalgt filmografi
- Värmlänningarna (1957)
- Lustgården (1961)
- Elskovsfeber (1962)
- Adam og Eva (1963)
- Kvindedyr (1965)
- Myten (1966)
- Made in Sweden (1969)
- En lille dosis Strindberg - eller selvforsvarets brutale kunst (tv-film, 1970)
- Alberte (tv-serie, 1972)
- En håndfuld kærlighed (1974)
- Garagen (1975)
- Hallo baby (1976)
- Paradishuset (1977)
- Hedebyborna (tv-serie, 1978)
- Strandvaskeren (tv-serie, 1978)
- Den enfoldige morder (1982)
- Sjörövarfilmen (animationsfilm, 1982)
- De to salige (tv-film, 1986)
- Malacca (1987)
- Svart gryning (1987)
- Din vredes dag (tv-serie, 1991)
- Søndagsbarn (1992)
- Alfred (1995)
- Ørnen der havde højdeskræk (animationsfilm, 1999)
- Rederiet (tv-serie, 1999-2000)
- Chess (2003)
- Svensson, Svensson (tv-serie, 2007)
- Arn: Tempelridderen (2007, kun stemme)
- Gynekologen i Askim (tv-serie, 2007-2011)
- Livet i Fagervik (tv-serie, 2008)
- The Girl with the Dragon Tattoo (2011)
- Fjällbacka-mordene - Tyskerungen (2013)
- Gentlemen & Gangsters (tv-serie, 2016)